# Un secret pour tous

Un secret pour tous (Her Minor Thing) est un film américain réalisé par Charles Matthau et sorti en 2005.

## Fiche technique
- Titre  original : Her Minor Thing
- Réalisation : Charles Matthau
- Scénario : Debra Meyers, Jim Meyers
- Durée : 91 min
- Pays :  États-Unis

## Distribution
- Estella Warren : Jeana
- Christian Kane : Paul
- Michael Weatherly : Tom
- Rachel Dratch (VF : Dorothée Jemma) : Caroline
- Flex Alexander : Marty
- Kathy Griffin : Maggie
- Ivana Milicevic : Zsa Zsa
- Victoria Jackson : Norma
- David Fine : Chauffeur de taxi
- Larry Milburn : Randy
- Keary Ann Bixby : Wendy Sagen
- Rick Kleber : Carl
- Rachel Songer : Alison
- Elisabeth Nunziato : Susan
- Heather Simpson : Monica
- Morgan Simpson : Nick
- Charles Matthau : Glenn
- Shane Conrad : Pompier Rogers
- Jay Alan Wierenga : Journaliste pour Channel 8
- Crispian Belfrage : Pompier Dave
- Gloria Henry : Madame Porter
- Michael Cheng : Eddie
- George Franco : Journaliste 1
- Jennifer Ann Massey : Journaliste 2
- Jennifer Freeman : Femme au bar
- Kurt Johnson : Homme au bar
- Gary Davis : Grande gueule au bar
- Dennis Shanahan : Journaliste
- Lisa Hughes : Femme cynique
- Rueben Grundy : Gars cool
- Britney Thompson : Julie
- Ashley Rivard : Actrice à la télévision
- Jamie Peloza : Agent d'accueil
- Bert Beatson : Propriétaire de la galerie
- Sara Sanderson : Femme admirative